# Liga der Fremdvölker Rußlands
Die Liga der Fremdvölker Rußlands, französisch Ligue de nationalités allogènes de Russie, war eine 1916 gegründete, offiziell neutrale Organisation, die, nach außen gegen künftige deutsche Annexionen von zaristischen Gebieten auftretend, jedoch mit verdeckter deutscher Hilfe im Ersten Weltkrieg, die Befreiung der nicht-russischen Völker des Zarenreichs erstrebte.
Die Aktivitäten der Liga lagen im Propagandabereich, neben Pressebeeinflussung, versuchte man durch das Versenden von Telegrammen auf Staatsmänner Einfluss zu gewinnen.

## Geschichte
Gegründet wurde die Liga im April 1916 von den deutsch-baltischen Baronen Friedrich v. d. Ropp (1879–1964), Bernhard v. Uexküll und dem Litauer Juozas Gabrys (1880–1951).
An die Öffentlichkeit trat man erstmals mit einem an Präsident Woodrow Wilson telegraphierten Aufruf, der am 9. Mai in der Schweiz veröffentlicht wurde. Er sollte die Unabhängigkeit bzw. Autonomie der nicht-russischen Völker im Westen des Reiches (Baltikum, Finnland, Weißrussland) fördern. Eine derartige Zerschlagung des Zarenreichs wäre im Interesse des Deutschen Reichs gewesen.
In Lausanne erarbeitete man Statuten, die im Juni 1916 veröffentlicht wurden. Der Pole Michał Łempicki (1856–1930) wurde zum Präsidenten, v. d. Ropp zum Generalsekretär gewählt. Für jede Nationalität saß ein Vertreter im Vorstand.
Die Liga nahm am 3. Kongress der Union des Nationalités, abgehalten von 27. bis 29. Juni 1916 in Lausanne, teil. Organisator war Gabrys.

### Standorte
Man errichtete Büros in Berlin, Bern und Stockholm. Letzteres leitet der Finne Herman Gummerus (1877–1948). In Bern wirkte der Ukrainer Stepankivśkyj. Als sich dieser mit dem Propagadaspezialisten Doncov (1883–1973) zerstritt wurde der Berner Ableger März 1917 geschlossen.
Die im April 1917 in die USA geschickte Finnin Malmberg sollte dort ein Committee of oppressed nationalities gründen, wobei man nach außen hin deutlich weniger deutsch-freundlich auftreten wollte.

### Finanzierung
Das Auswärtige Amt überwies über die Bank Max Warburg in der Gründungszeit mehrmals je 50.000 ℳ, dann von Oktober 1916 bis Dezember 1916 monatlich 12.000 ℳ, ein Betrag der dann bis Dezember 1918 auf 20.000 ℳ erhöht wurde. Dazu kamen noch Einmalzahlungen als Druckkostenzuschüsse oder Schmiergelder für Journalisten.
Der monatliche Etat der Büros war 2600 ℳ in Berlin und jeweils 3000 ℳ in der Schweiz und Schweden.

### Hauseigene Werke
Die meisten Propagandaschriften der Liga wurden in mehreren Sprachen veröffentlicht:
- Kennen Sie Rußland?: verf. von 12 russ. Untertanen, Berlin 1916 (Puttkammer & Mühlbrecht); [swe. Orig.: Ryssland sådant det är. Es gab auch engl. und frz. Ausgaben.]

Zeitschrift
- Bulletin des nationalités de Russie, Bern, wöchentl., Sept. 1916 bis März 1917; Redakteur Dmytro Doncov; dt.: Korrespondenz der Nationalitäten Rußlands, engl.: Bulletin of the nationalities of Russia.[8]